# Associação Atlética Goiatuba
Associação Atlética Goiatuba é um clube brasileiro de futebol da cidade de Goiatuba, no estado de Goiás. É um dos times mais novos do estado de Goiás[carece de fontes?], sendo fundado em 2009. Suas cores são grená, azul e branco.

## História
É o segundo time da cidade e foi criado após um período de crise da outra equipe da cidade, o Goiatuba Esporte Clube. O time atua em competições estaduais, sendo elas profissionais e sub-20. Já no ano de 2009 a equipe atuou no Campeonato Goiano sub-20 onde fez uma campanha mediana conseguindo quatro vitórias, três empates e cinco derrotas num total de treze partidas, terminou o campeonato na sétima colocação. No ano de 2010 o clube despontou o seu primeiro campeonato profissional, a equipe surpreendeu pelos bons resultados na 3ª divisão do campeonato goiano. O final da competição sagrou-se campeão e garantiu vaga a divisão de acesso do Goiano em 2011.
No ano de 2011 o time disputou a 2ª divisão do campeonato goiano. A campanha foi ruim, o time ficou em décimo lugar num total de doze equipes, tendo apenas uma vitória. Tal campanha levou o time ao seu primeiro rebaixamento.

## Títulos
| Estaduais | Estaduais                             | Estaduais | Estaduais  |
|           | Competição                            | Títulos   | Temporadas |
| --------- | ------------------------------------- | --------- | ---------- |
|           | Campeonato Goiano da Terceira Divisão | 1         | 2010       |